# Nuoto ai XIX Giochi asiatici - 400 metri stile libero femminili
La gara dei 400 metri stile libero femminili di nuoto ai XIX Giochi asiatici si è svolta il 26 settembre 2023, durante i XIX Giochi asiatici, presso l'Hangzhou Olympic Sports Expo Center.

## Podio
| Pos.    | Atleta      | Nazione  |
| ------- | ----------- | -------- |
| Oro     | Li Bingjie  | Cina     |
| Argento | Ma Yonghui  | Cina     |
| Bronzo  | Waka Kobori | Giappone |

## Record
Prima della manifestazione il record del mondo (RM), il record asiatico (AS) e il record dei giochi (RC) erano i seguenti.
|  | 3'55"38 | Ariarne Titmus | 23 luglio 2023 Fukuoka  |
|  | 4'01"08 | Li Bingjie     | 26 luglio 2021 Tokyo    |
|  | 4'03"18 | Wang Jianjiahe | 24 agosto 2018 Giacarta |

Durante la competizione è stato migliorato il seguente record:
|  | 4'01"96 | Li Bingjie |

## Programma
| Data              | Ora (UTC+8) | Turno    |
| ----------------- | ----------- | -------- |
| 26 settembre 2024 | 11:13       | Batterie |
| 26 settembre 2024 | 20:33       | Finale   |

## Risultati

### Batterie
| Pos. | Batteria | Corsia | Atleta                  | Nazionalità         | Tempo       | Note |
| ---- | -------- | ------ | ----------------------- | ------------------- | ----------- | ---- |
| 1    | 2        | 4      | Ma Yonghui              | Cina                | 4'09"76     | Q    |
| 2    | 2        | 5      | Waka Kobori             | Giappone            | 4'10"27     | Q    |
| 3    | 3        | 4      | Li Bingjie              | Cina                | 4'13"10     | Q    |
| 4    | 3        | 7      | Diana Taszhanova        | Kazakistan          | 4'13"47     | Q    |
| 5    | 3        | 5      | Miyu Namba              | Giappone            | 4'13"79     | Q    |
| 6    | 2        | 3      | Gan Ching Hwee          | Singapore           | 4'17"50     | Q    |
| 7    | 3        | 6      | Kamonchanok Kwanmuang   | Thailandia          | 4'17"97     | Q    |
| 8    | 3        | 3      | Han Da-kyung            | Corea del Sud       | 4'18"02     | Q    |
| 9    | 2        | 6      | Batbayaryn Enkhkhüslen  | Mongolia            | 4'21"69     |      |
| 10   | 2        | 2      | Vo Thi My Tien          | Vietnam             | 4'22"90     |      |
| 11   | 2        | 7      | Tinky Ho                | Hong Kong           | 4'23"68     |      |
| 12   | 3        | 1      | Chloe Cheng             | Hong Kong           | 4'25"27     |      |
| 13   | 2        | 1      | Yarinda Sunthornrangsri | Thailandia          | 4'33"03     |      |
| 14   | 1        | 3      | Anna Nikishkina         | Kirghizistan        | 4'38"71     |      |
| 15   | 3        | 8      | Jehanara Nabi           | Pakistan            | 4'39"28     |      |
| 16   | 1        | 4      | Amgalan Altannar        | Mongolia            | 4'45"10     |      |
| 17   | 1        | 5      | Maha Alshehhi           | Emirati Arabi Uniti | 4'55"46     |      |
| DNS  | 3        | 2      | Ashley Lim Yi-xuan      | Singapore           | Non partita |      |

### Finale
| Pos. | Corsia | Atleta                | Nazionalità   | Tempo   | Note |
| ---- | ------ | --------------------- | ------------- | ------- | ---- |
|      | 3      | Li Bingjie            | Cina          | 4'01"96 |      |
|      | 4      | Ma Yonghui            | Cina          | 4'05"68 |      |
|      | 5      | Waka Kobori           | Giappone      | 4'07"81 |      |
| 4    | 2      | Miyu Namba            | Giappone      | 4'09"48 |      |
| 5    | 6      | Diana Taszhanova      | Kazakistan    | 4'14"52 |      |
| 6    | 7      | Gan Ching Hwee        | Singapore     | 4'15"30 |      |
| 7    | 1      | Kamonchanok Kwanmuang | Thailandia    | 4'15"56 |      |
| 8    | 8      | Han Da-kyung          | Corea del Sud | 4'18"12 |      |